# 三氟甲磺酸钯
三氟甲磺酸钯是一种三氟甲磺酸盐，化学式为Pd(CF3SO3)2。它的二水合物可由金属钯和硝酸、三氟甲磺酸反应制得。它也可由乙酸钯和三氟甲磺酸反应得到。它和二(十二烷基)二碲反应，可以得到二碲化钯。